# Michael T. Weiss
Michael Terry Weiss (Chicago, 2 febbraio 1962) è un attore statunitense.

## Biografia
Ha iniziato la carriera da attore da bambino, partecipando ad alcuni spot televisivi per emittenti commerciali. Ha poi frequentato corsi di recitazione e, conseguito il diploma, si è iscritto alla Scuola d'arte drammatica dell'Università della California, presso la quale si è laureato nel 1984. Conosciuto in Italia soprattutto per il ruolo del protagonista Jarod nella serie  Jarod il camaleonte.  Ecologista impegnato, Weiss è membro del direttivo dell'"Earth Communications Office".

## Filmografia

### Cinema
- Gente comune (Ordinary People), regia di Robert Redford (1980)
- Howling IV (Howling IV - The Original Nightmare), regia di John Hough (1988)
- Angel 4: Undercover, regia di Richard Schenkman  (1993)
- Jeffrey, regia di Christopher Ashley (1995)
- Freeway No Exit, regia di Matthew Bright (1996)
- Net Worth, regia di Kenny Griswold (2000)
- Bones, regia di Ernest R. Dickerson  (2001)
- Tarzan & Jane, regia di Victor Cook, Steve Loter e Don MacKinnon (2002) (voce)
- Written in Blood, regia di John Terlesky (2003)
- Diggin' Up Bones, regia di Michelle Palmer (2002) (cortometraggio)
- Until the Night, regia di Gregory Hatanaka (2004)
- Marmalade, regia di Kim Dempster (2004)
- Iowa, regia di Matt Farnsworth (2005)
- Sledge: The Untold Story, regia di Brad Martin (2005)
- Sex and the City 2, regia di Michael Patrick King (2010)

### Televisione
- Il tempo della nostra vita (Days of our lives) – serial TV, 23 puntate (1986-1987)
- Take My Daughters, Please – film TV (1988)
- The Big One: The Great Los Angeles Earthquake – film TV (1990)
- L'ombra della notte (Dark Shadows) – serie TV, 11 episodi (1991)
- 2000 Malibù Road – serie TV, 6 episodi (1992)
- Le avventure di Brisco County Jr. (The Adventures of Brisco County, Jr.) – serie TV, episodio 1x19 (1994)
- Red Shoe Diaries – serie TV, episodio 3x02 (1994)
- La casa delle ombre (Remember Me) – film TV (1995)
- Profiler - Intuizioni mortali (Profiler) – serie TV, episodi 3x20-4x10-4x18 (1999-2000)
- Jarod il camaleonte (The Pretender) – serie TV, 86 episodi (1996-2000)
- Il camaleonte assassino (The Pretender 2001), regia di Frederick King Keller – film TV (2001)
- L'isola del fantasma (The Pretender: Island of the Haunted), regia di Frederick King Keller – film TV (2001)
- The Zeta Project – serie TV animata, episodio 1x19 (2001) (voce)
- Le avventure di Jackie Chan (Jackie Chan Adventures) – serie TV animata, episodio 2x20 (2002) (voce)
- Justice League – serie TV animata, episodi 1x20-1x21 (2002) (voce)
- La leggenda di Tarzan (The Legend of Tarzan) – serie TV animata, 39 episodi (2001-2002) (voce)
- Crossing Jordan – serie TV, 4 episodi (2003-2004)
- Justice League Unlimited – serie TV animata, episodio 2x05 (2005) (voce)
- Clubhouse – serie TV, episodio 1x09 (2005)
- Blue Bloods – serie TV, 4 episodi (2011)
- Batman: The Brave and the Bold – serie TV animata, episodi 1x14-3x12 (2009-2011) (voce)
- Burn Notice - Duro a morire (Burn Notice) – serie TV, episodio 5x10 (2011)
- Young Justice – serie TV animata, 7 episodi (2012-2013) (voce)

### Teatro
Weiss ha scritto l'opera teatrale Stream of consciousness (Flusso di coscienza).

## Doppiatori italiani
Nelle versioni in italiano delle opere in cui ha recitato, Michael T. Weiss è stato doppiato da:
- Francesco Prando in Jarod il camaleonte, Il camaleonte assassino, L'isola del fantasma, Blue Bloods
- Maurizio Romano in L'ombra della notte, Jeffrey
- Michele Di Mauro in Il tempo della nostra vita
- Francesco Pannofino in 2000 Malibu Road
- Paolo Buglioni in Freeway No Exit
- Claudio Capone in Profiler - Intuizioni mortali (ep. 4x10, 4x18)
- Massimo Lodolo in Crossing Jordan
- Massimo Rossi in Burn Notice - Duro a morire

Da doppiatore è sostituito da:
- Massimo Rossi in La leggenda di Tarzan, Tarzan & Jane